# Afshin
Afshin, född 6 maj 1978 i Babol i Iran är en persisk sångare. Debutalbumet Rain släpptes 1999 och Afshin har sedan dess släppt tre album, Star 2002, Aso Pas 2003 och Maach 2005. Afshin, som är hans riktiga namn, bor för närvarande i Tyskland.